# Habselyem Kötöttárugyár
A Habselyem Kötöttárugyár két korábbi kötöttárugyár, az 1922-ben alapított pesterzsébeti Hazai Kötszövő Ipar és a budapesti Váci úton működő, 1923-ban alapított Selyem- és Gyapjúárugyár utódvállalatainak összevonásával jött létre 1961-ben és ezen a néven az 1990-es évek végéig, felszámolásáig működött.

## Történet
A két elődvállalat teljesen eltérő módon fejlődött.

### Hazai Kötszövő Ipar
A Hazai Kötszövő Ipar egyéni céget Lehr Frigyes pesterzsébeti lakos alapította 1922-ben. Kezdetben olcsó pamut kötöttáruk, pulóverek, kötött kabátok gyártásával foglalkozott, szerény keretek között, kevés munkaerővel. Az 1920–1930-as évek konjunktúrája kedvezett a korabeli textilipar fejlődésének, így ez a gyár is egyre bővült, korszerűsödött. Lehr Frigyes halála után, 1932-ben fia, Lehr Ernő vette át a cég vezetését. 1934-ben vásárolták meg azt az ingatlant (a pesterzsébeti Török Flóris utcában), ahol a tervezett üzembővítéseket végre tudták hajtani és ahol a vállalat (ill. utóda, a Habselyem Kötöttárugyár) fennállásáig működött. A cég – elsősorban a kötöttáru gyártás anyagellátásának biztosítására – saját fonodát is létesített. A második világháború idején a vállalatot hadiüzemmé nyilvánították és a hadseregnek szállította termékeit (főleg kötött mellényeket). – A Lehr család 1944-ben a holokauszt áldozata lett, a cég tulajdonos nélkül maradt. A háború befejeztével először az iparügyi miniszter vállalatvezetőt rendelt ki, majd 1946-ban az Elhagyott Javak Kormánybiztosa vette hatáskörébe, új vállalatvezetőt nevezett ki, és az akkor alakult Textilipari Dolgozók Termelő Szövetkezetének adta bérbe. Az 1949-ben végrehajtott államosítást követően vette fel a gyár a Pesterzsébeti Kötöttárugyár Nemzeti Vállalat nevet.
Az államosított vállalatnál 1949-ben 240-en dolgoztak és az üzem évi termelése 300 ezer darab különböző kötöttáruból tevődött össze. Egyik legnagyobb mennyiségben előállított, legkeresettebb terméke a raschel-gépen készült vatelin (meleg kabátbélés) volt. Ugyancsak ismert volt a „berliner”, „berlini kendő” elnevezésű nagy, meleg, csipkés kötésű ruhadarabja, amelyet főleg parasztasszonyok viseltek. A következő évek során azonban egyre több probléma adódott. Az anyagellátási gondok, a gépek leromlott állapota, a nyers kelme kikészítésének problémái nehezítették a helyzetet. A gép- és termékprofil sem felelt már meg a követelményeknek. A gyárban nagyon sokféle, különböző technológiát képviselő kötőgép működött, amelyeken a legkülönfélébb pamut-, gyapjú- és viszkóztermékeket gyártottak és konfekcionáltak. Végrehajtottak ugyan korszerűsítéseket a géppark és a termékválaszték fejlesztésére, azonban átütő sikereket nem tudtak elérni. 1960-ban jelentős profiltisztítást hajtottak végre és előtérbe került a finom lánchurkolt és körkötött áruk gyártása, amelyek hasonlóak voltak ahhoz, mint amiket a Habselyem Kötöttárugyár illetve a Magyaróvári Kötöttárugyár is előállított. Ez a körülmény, valamint az akkoriban kialakult gazdaságpolitikai irányzat (a kisebb vállalatok összevonásával centralizált, tiszta profilú vállalatok létrehozása a textiliparban) oda vezetett, hogy 1961. január 1-jével a könnyűipari miniszter elrendelte a Pesterzsébeti Kötöttárugyár és a Habselyem Kötöttárugyár összevonását. Az új vállalat átvette a Habselyem Kötöttárugyár nevet, de központját a pesterzsébeti telephelyen alakította ki.

### Selyem és Gyapjúárugyár

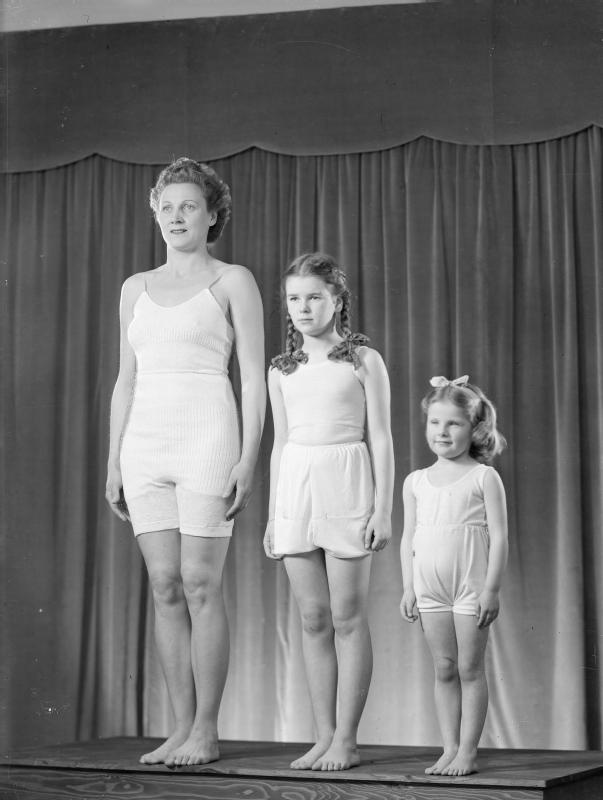
Fehérnemű divat az 1940-es évek elején

A Selyem és Gyapjúárugyár 1923-ban részvénytársasági formában alakult meg. Fő részvényese és a társaság vezetője Holitscher Bernát, a Selyem- és Textiláru Kereskedelmi Rt. vezérigazgatója volt, tulajdonostársai osztrák textilgyárosok voltak. Az alapszabály szerint a társaság céljául a fonó-, kötöttáru- és ruházati ipar körébe tartozó mindennemű cikk gyártását, gyapjú- és selyemfonal feldolgozását, valamint a termékek bel- és külföldön történő forgalmazását jelölték meg. A Selyem- és Textiláru Kereskedelmi Rt., amelynek teljes részvényállománya Holitscher Bernát tulajdona volt, az új cég eladási szervezete lett. Hat kötőgéppel kezdték meg a termelést, amelyek működtetéséhez – képzett hazai szakemberek hiányában – német szakembereket kellett szerződtetniük. A géppark az ezt követő évek során gyorsan bővült, termékei – viszkózfonalból („műselyemből”) készült kelméi és az azokból a cég saját maga által konfekcionált ruházati cikkei, valamint kötött nyakkendői – igen kelendők és külföldön is keresettek voltak. 1924-ben költözött a cég a későbbi, Váci úti ingatlanba.
A vállalat kitűnően prosperált, jelentős exporttevékenységet is kifejtett nyugat-európai, észak-amerikai piacokon, még Dél-Afrikába is szállított. Számos új kötő- és fonalelőkészítő gépet vásároltak és jelentősen bővítették a konfekció üzemet. Állandóan alkalmazkodtak a divat változásaihoz és folyamatosan újabb és újabb termékekkel jelentek meg a piacon. Bevezették a viszkózfonalból, lánchurkológépen gyártott kelméből készült  fehérneműkre a hamar nagyon ismertté és népszerűvé vált „Habselyem” márkanevet.
Az 1930-as évek nagy gazdasági válsága a Selyem és Gyapjúárugyárat is érintette, anyagellátási problémákkal küszködött, és ráadásul 1931 nyarán egy tűzeset igen nagy károkat okozott, ami csak fokozta az akkori hitelválság és az életbe léptetett devizakorlátozások okozta problémákat. A nagy veszteségek felőrölték Holitscher Bernát erejét és 1932-ben elhunyt. A vállalat vezetését felesége vette át.
A második világháborút megelőző néhány évben a belföldi eladási forgalom fokozatosan emelkedett, a válság csillapultával a nyersanyagárak csökkentek. 1935–1936-ban a külföldi piacok egy részét is sikerült újra visszaszerezni és nőtt az exportforgalom. A korábbi megrázkódtatásokat a cég fokozatosan kiheverte. A II. világháború kitörése után a gyár hadiüzem lett, katonai parancsnokság alá került, katonai célra elsősorban jäger-fehérneműket és szúnyoghálókat gyártott. Emellett gyapjú- és pamutfonalból is készítettek női ruhaneműket. Az export kiesését a belföldi forgalom növekedésével pótolni tudták. Az 1939–1943 közötti években a vállalat jó üzleti eredményeket ért el és még gépi beruházásokat is végre tudott hajtani.
Az 1944. március 19-i német bevonulás után Holitscher Bernátnét letartóztatták és deportálták. 1944 végén a vállalat egyik nagy raktárát, ahol több értékes gépet és nagy mennyiségű árut tároltak, az SS alakulatok kifosztották. Magát a gyárat Budapest ostroma alatt több aknatalálat érte.
A szovjet hadsereg bevonulását követően a gyár szovjet parancsnokság alá került. A deportálásból visszatért Holitscher Bernátné ismét átvette a vállalat vezetését. Az épületek rendbehozatala és a megmaradt gépek kijavítása után a termelés 1945 augusztusában indult meg.
Az 1948 márciusában végrehajtott államosításkor Holitschernét eltávolították, a vállalat élére vállalatvezetőt állítottak. A munkát elsősorban nyersanyaghiány és munkaszervezési problémák nehezítették. 1952-ben azonban nagymérvű profiltisztítást hajtottak végre, ennek eredményeként javult a vállalat helyzete. Több kisebb ‑ korábban német tulajdonú és ezért a háború után a szovjet hadsereg kezelésében volt, majd megszüntetett ‑ üzem gépeit is a Selyem és Gyapjúárugyárba telepítették át. Termékei 40%-ban belföldre, 60%-ban exportpiacokra (a Szovjetunióba és más kelet-európai országokba) kerültek. 1954-ben megkezdték az akkor újdonságnak számító nejlon fehérneműk gyártását. A végrehajtott műszaki fejlesztések és profiltisztítások során a korábbi vegyes profilú vállalatból az ország legjelentősebb lánchurkoló üzeme alakult ki, ahol viszkóz- és nejlonfonalakból főleg férfi és női alsóruházati cikkeket, női blúzokat, majd 1955-től nejlon férfiingeket is gyártottak. Ebben az évben vette fel a vállalat a Habselyem Kötöttárugyár nevet. 1961. január 1-jével megtörtént a Habselyem Kötöttárugyár és a Pesterzsébeti Kötöttárugyár összevonása. Az összevont vállalat központját és a kötödét Pesterzsébetre költöztették, a Váci úti épületben viszont nagy konfekció üzemet hoztak létre.

### Habselyem Kötöttárugyár

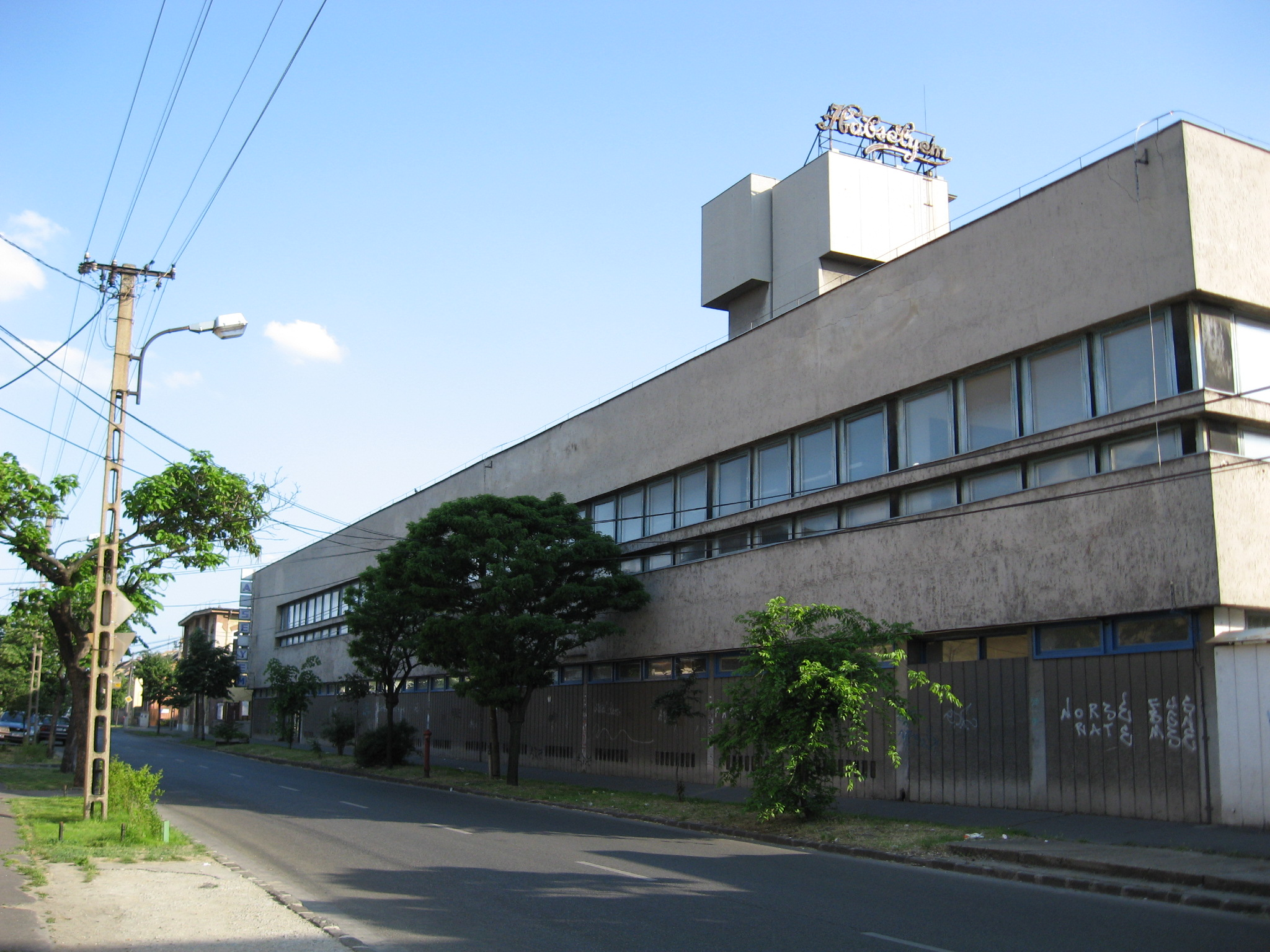
A Habselyem Kötöttárugyár épülete a pesterzsébeti Török Flóris utcában

A két gyár összevonásával párhuzamosan jelentős profiltisztítást is végrehajtottak és így a Habselyem Kötöttárugyár tisztán lánchurkológépeken folytatta a kelmetermelést. Ebben az időszakban élték fénykorukat az ebből a kelmefajtából készült nejloningek és nejlonfehérneműk, amelyek gyártását itt igen magas színvonalra emelték. Ugyancsak sok fogyott a vállalat által gyártott nejlon iskolaköpenyekből is. Ezzel párhuzamosan fokozatosan visszaszorultak, majd meg is szűntek a viszkózfonalból készült termékek. Berendezkedett a gyár a saját gyártású, gazdag díszítettségű kötött csipkék, valamint hímzett termékek gyártására is.
Az 1968-ban végrehajtott gazdasági reform jelentős változásokat hozott. Az egyre nagyobb gazdasági hatékonyságra való törekvés és a jelentős létszám gondok arra ösztönözték a vállalatot, hogy – akárcsak a többi textil- és ruhaipari vállalat – megkezdje vidéki üzemek létesítését. Kecskeméten, Kurityánban, majd Kazincbarcikán hozott létre konfekció üzemeket, és 1976-ban a Habselyem Kötöttárugyár átvette a helyi tanácstól a Kiskunfélegyházi Ruhagyárat is. Ekkor a vállalat összesen mintegy 5500 embert foglalkoztatott.
Az 1970-es években lezajlott divatváltozás, amely ismét a természetes szálasanyagokból készült termékeket részesítette előnyben a korábban oly népszerű szintetikus fonalból gyártott árukkal szemben, valamint az 1973–1974-ben bekövetkezett olajválság és az azt követő világméretű recesszió következtében a Habselyem Kötöttárugyárnak is új termékeket kellett kifejlesztenie. Megkezdték pamut típusú fonalak feldolgozását a lánchurkológépeken, ami nem kis nehézségekkel járt, és a korábbi fehérnemű főprofil mellett egyre nagyobb szerepet kaptak a vállalat kollekciójában a szabadidő-ruházati cikkek, pizsamák, iskolaköpenyek, könnyű női felsőruhák, később a tréningruhák, elasztánfonal (Lycra) tartalmú úszónadrágok is. A vállalat az 1980-as években nagyon korszerű, új körkötőgépeket vásárolt pamut fehérneműk anyagainak gyártására. Elősegítette a gyártmányfejlesztés munkáját az egyre bővülő bérmunka kapcsolat is, amit a vállalat nyugat-európai vállalatokkal létesített, és amelyek révén megismerkedhetett a fejlett technológiákkal, munkamódszerekkel, és gépparkja korszerű, világszínvonalon álló berendezésekkel bővülhetett. Egy brit kötöttárugyárral létesített együttműködési megállapodás révén további kitűnő körkötőgépekkel bővült a gyár gépparkja, amelyeken főleg a brit partner számára készítettek kelméket. Ezt a gépparkot később a vállalat saját beruházásban is tovább bővítette, akkor nagyon magas színvonalú gépekkel. A vállalat korszerű gépekkel létrehozta saját festő-kikészítő üzemeit is a pesterzsébeti és a kazincbarcikai gyárban. Egyidejűleg jelentős korszerűsítést és bővítést végeztek a konfekció üzemekben is. Meghonosították a számítógépes szabászati előkészítő rendszert és a fehérnemű gyártó varrógépek állományát automata gépekkel bővítették. 
A vállalat termékei mind a hazai, mind több külföldi piacon népszerűek és keresettek voltak. Újdonságaikat több ízben tüntették ki a Budapesti Nemzetközi Vásár díjaival és a Ipari Formatervezési Tanács Nívódíjával. Az 1980-as években jelentős volt a vállalat export tevékenysége a Szovjetunió és Mongólia, számos kelet- és nyugat-európai, valamint közel-keleti ország piacain és az USA-ban egyaránt. Emellett a termelés mintegy fele a hazai fogyasztókhoz került. A vállalat termékei mind a hazai, mind a külföldi vásárlóközönség körében nagyon népszerűek, keresettek voltak. 
Az 1980-as években végrehajtott jelentős beruházásokat lízing konstrukcióban finanszírozták, aminek anyagi terheit azonban az 1989-ben bekövetkezett rendszerváltás után kialakult gazdasági helyzetben a vállalat már nem bírta elviselni. Ez a sajnálatos körülmény a Habselyem Kötöttárugyár felszámolásához vezetett, ami hivatalosan 2004-ben fejeződött be. Utolsó vagyonelemét, a pesterzsébeti ingatlant 2001-ben adták el.

## Kapcsolódó szócikk
- Habselyem (textilanyag)